# Clips (Apple)
Pour les articles homonymes, voir Clips.
Clips est une application de montage vidéo d’Apple, sortie le 6 avril 2017 et disponible sur iPhone et iPad. 
L'application permet de faire des vidéos courtes avec du texte et des effets graphiques pour ensuite les partager par message ou les publier sur les réseaux sociaux.

## Historique
Le 9 novembre 2017, un partenariat avec Disney est passé pour proposer des effets Star Wars dans la version 2 de l'application. Il est ainsi possible pour l'utilisateur d'ajouter l'intérieur du Faucon Millenium en arrière-plan d'une vidéo.
Le 5 décembre 2019, Apple publie la version 2.1 de l'application qui prend en charge l'intégration des Memoji et Animoji dans Clips.
Le 28 octobre 2020, la version 3 est publiée et permet d'enregistrer des vidéos dans différents formats, notamment en 9:16 vertical, 16:9 horizontal, 3:4 vertical et 4:3 horizontal.

## Caractéristiques
L'application permet à l'utilisateur de créer un nouveau clip en appuyant sur le bouton d'enregistrement, ou bien d'utiliser directement des photos ou des vidéos provenant de la photothèque de l'appareil.
Il est possible ensuite d'ajouter un filtre sur la vidéo. Par exemple de donner un aspect de bande dessinée à une séquence. 
Il est également possible d'ajouter un emoji au-dessus de n'importe quelle photo ou vidéo. Il y a la possibilité en plus d'y ajouter une piste musicale provenant de la bibliothèque de l'appareil ou d'utiliser des bandes sonores intégrées qui s'ajustent automatiquement à la longueur de la vidéo.
Une fois qu'un clip est créé et enregistré, l'application permet de l'envoyer par iMessage et AirDrop, ainsi que de le partager sur les réseaux sociaux.

## Voir Plus

### Logiciel similaire
- iMovie